# Jaboatão dos Guararapes
Jaboatão dos Guararapes är en stad och kommun i nordöstra Brasilien och ligger i delstaten Pernambuco. Den är belägen vid atlantkusten, strax söder om Recife, och är en del av denna stads storstadsområde. Kommunen har cirka 680 000 invånare, med lite mer än hälften boende i centralorten. Staden grundades den 4 maj 1593 och var skådeplatsen för två viktiga slag mot holländarna under åren 1648 och 1649. Man fick kommunrättigheter 1884, från att tidigare tillhört Olinda.

## Administrativ indelning
Kommunen var år 2010 indelad i fem distrikt:
- Cavaleiro
- Curado
- Jaboatão
- Jaboatão dos Guararapes
- Jardim Jordão

## Befolkningsutveckling
| Område              | Areal (km²)   | Invånarantal 1 augusti 2000 | Invånarantal 1 augusti 2010 | Invånarantal 1 juli 2014 |
| ------------------- | ------------- | --------------------------- | --------------------------- | ------------------------ |
| Kommun              | 258,69        | 581 556                     | 644 620                     | 680 943                  |
| Urban befolkning    | Ingen uppgift | 568 474                     | 630 595                     | Ingen uppgift            |
| ...varav centralort | Ingen uppgift | 316 704                     | 335 371                     | Ingen uppgift            |